# Ypthima biocellata
Ypthima biocellata är en fjärilsart som beskrevs av Embrik Strand 1909. Ypthima biocellata ingår i släktet Ypthima och familjen praktfjärilar. Inga underarter finns listade i Catalogue of Life.